# Vermoim (Vila Nova de Famalicão)
Vermoim es una freguesia portuguesa del concelho de Vila Nova de Famalicão, con 4,86 km² de superficie y 2.893 habitantes (2001). Su densidad de población es de 595,3 hab/km².

## Galería

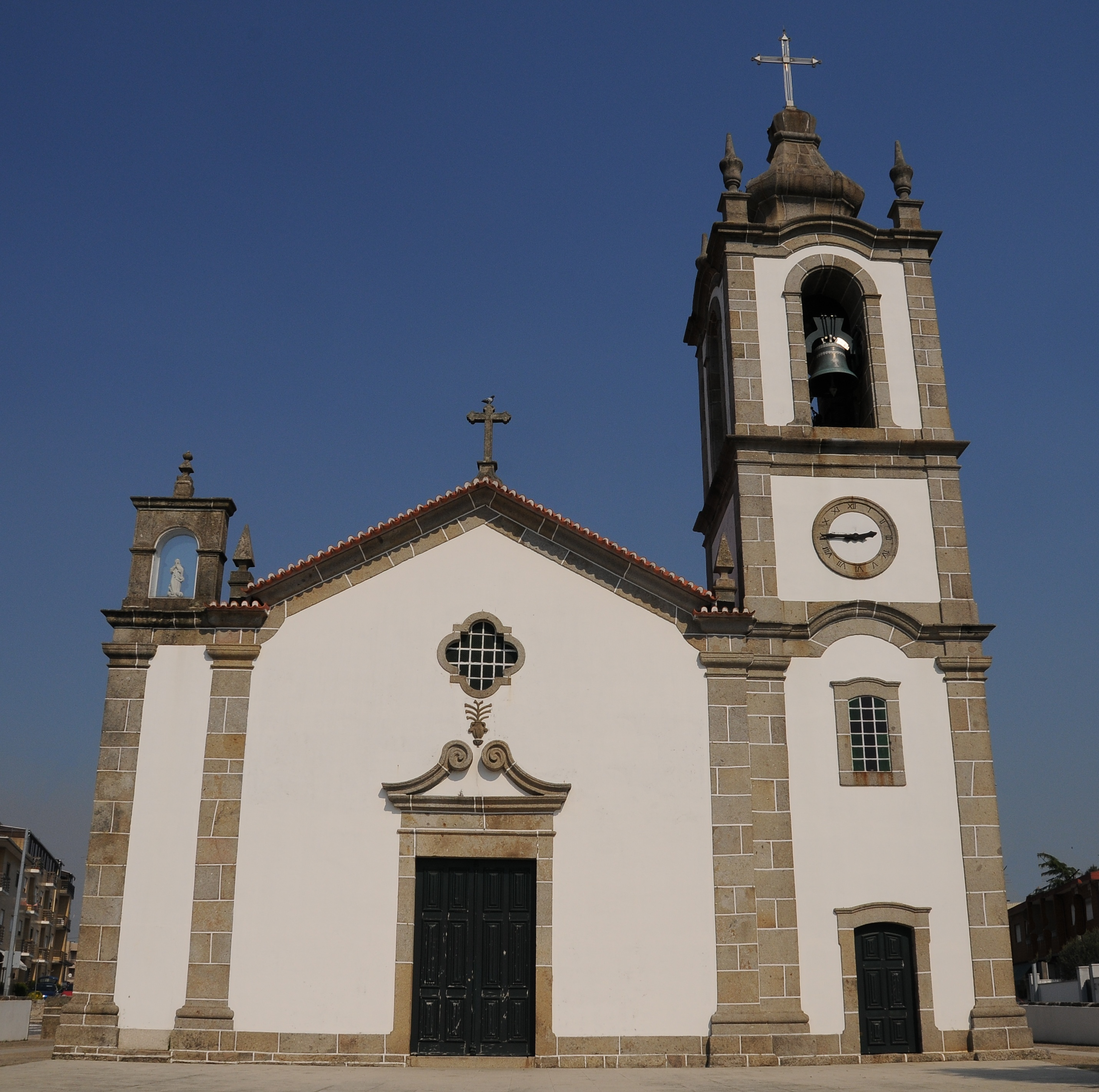
Iglesia de Vermoim